# 刘易斯·沃尔珀特
刘易斯·沃尔珀特（英語：Lewis Wolpert，1929年10月19日—2021年1月28日）是一位南非裔英籍发育生物学家和科普作家，曾为伦敦大学学院发育生物学榮譽退休教授，主要作品有教科书《发育原理》（Principles of development），科普作品《激情澎湃：科学家的内心世界》（Passionate Minds, The inner Worlds of Scientists，与艾莉森·理查兹，Alison Richards 合著）、《恶性的悲伤：解析抑郁症》（Malignant Sadness：The Anatomy of Depression）等。